# Eugenia Bujak
Eugenia Bujak (* 25. Juni 1989  in Lentvaris, Litauische SSR, Sowjetunion) ist eine slowenische und ehemals polnische Radsportlerin, die auf Straße und Bahn aktiv ist.

## Sportliche Laufbahn
Eugenia Bujak wurde in Litauen geboren und wuchs mit ihrem Bruder bei ihren Großeltern in Paislinis auf, weil die Mutter in Polen eine Arbeitsstelle gefunden hatte. Später folgte sie der Mutter nach Polen, besuchte dort die Schule und erhielt die polnische Staatsangehörigkeit. Mit dem Radsport begann sie, weil ihr Bruder sie dazu motivierte. Im Jahr 2000 schloss sie sich einem Radsportclub an.
2012 belegte Bujak bei der polnischen Meisterschaft im Einzelzeitfahren Platz drei, und bei den Bahn-Europameisterschaften wurde sie gemeinsam mit Małgorzata Wojtyra, Katarzyna Pawłowska und Edyta Jasińska Vize-Europameisterin. 2013 errang sie zwei nationale Meisterschaften, die in der Einerverfolgung auf der Bahn sowie die im Straßenrennen; im Einzelzeitfahren wurde sie Vize-Meisterin. Bei den EM im selben Jahr konnte sie mit Wojtory, Pawłowska und Jasińska die Platzierung aus dem Vorjahr wiederholen. 2014 wurde sie Europameisterin im Punktefahren, in der Einerverfolgung belegte sie Platz vier. Im selben Jahr sowie 2015 errang sie den nationalen Titel im Einzelzeitfahren.
Seit 2018 startet Bujak für den slowenischen Radsportverband und wurde in ihrem ersten Jahr slowenische Meisterin im Einzelzeitfahren. Diesen Erfolg konnte sie 2019 und 2021 wiederholen, zudem wurde sie in diesen beiden Jahren sowie 2022 Straßenmeisterin. Ihr Team, Alé BTC Ljubljana, erhielt 2022 einen neuen Hauptsponsor und war seither als UAE Team ADQ unterwegs. Unter diesen Farben nahm Bujak an der erstmals ausgetragenen Tour de France Femmes 2022 teil. 2023 und 2024 konnte sie keine Siege erzielen, wurde aber für die Olympischen Sommerspiele nominiert. Dort belegte sie im Einzelzeitfahren den 16. Platz und im Straßenrennen den 42. Platz.
Zur Saison 2025 wechselte Bujak in das Cofidis Women Team.

## Erfolge

### Straße
2013
- Polnische Meisterin – Straßenrennen

2014
- Polnische Meisterin – Einzelzeitfahren

2015
- Polnische Meisterin – Einzelzeitfahren
- eine Etappe Internationale Thüringen-Rundfahrt der Frauen

2016
- Grand Prix de Plouay-Bretagne
- zwei Etappen Route de France Féminine

2018
- Slowenische Meisterin – Einzelzeitfahren

2019
- Slowenische Meisterin – Straßenrennen, Einzelzeitfahren

2021
- Slowenische Meisterin – Straßenrennen, Einzelzeitfahren

2022
- Slowenische Meisterin – Straßenrennen
- Mittelmeerspiele – Einzelzeitfahren

2025
- Slowenische Meisterin – Straßenrennen, Einzelzeitfahren

### Bahn
2011
- U23-Europameisterschaft – Einerverfolgung
- U23-Europameisterschaft – Mannschaftsverfolgung (mit Katarzyna Pawłowska und Małgorzata Wojtyra)

2012
- Europameisterschaft – Mannschaftsverfolgung (mit Małgorzata Wojtyra, Katarzyna Pawłowska und Edyta Jasińska)

2013
- Europameisterschaft – Mannschaftsverfolgung (mit Małgorzata Wojtyra, Katarzyna Pawłowska und Edyta Jasińska)
- Polnische Meisterin – Scratch

2014
- Europameisterin – Punktefahren